# Arame
Aramu, Arame, Arama, Aram (orm. Արամա) – pierwszy władca Urartu. Panował w latach 859–844 p.n.e.
O procesie powstawania Urartu zachowało się mało informacji. Pozostaje niejasnym, kto był następcą Arama: jego rywal Lutipri czy syn Lutipriego – Sarduri I. W połowie IX wieku p.n.e. na terenie niegdysiejszego Urartu trwał proces zjednoczenia plemion Nairi w jedno scentralizowane państwo. Prawdopodobnie Aramu i Lutipri stali na czele dwóch różnych plemion. Walkę o przejęcie władzy zwierzchniej wygrał ostatecznie Lutipri. Za czasów Arama stolicą Urartu było miasto Arzaszkun. Po jego zburzeniu przez Asyryjczyków, już za panowania Sarduriego I, stolica została przeniesiona do Tuszpy.

## Rywalizacja Urartu z Asyrią
Aram był współczesny królowi Salmanasarowi III, panującemu w Asyrii w latach 858–824 p.n.e. Zachowały się asyryjskie źródła pisane z tego okresu, w których niejednokrotnie jest wspomniany Arame. Za jego panowania Asyria regularnie najeżdżała sąsiednie Urartu, które w połowie IX wieku p.n.e. nie było jeszcze w stanie odeprzeć jej ataków. Asyryjczycy zapuszczali się w głąb państwa, wywożąc stamtąd bydło i konie.

## Pierwszy najazd Salmanasara III
W 858 roku p.n.e. Salmanasar III przedsięwziął udaną wyprawę wojenną przeciwko Urartu. Największym sukcesem Asyryjczyków było zburzenie pogranicznej twierdzy Sugunii, co umożliwiło im dotarcie do jeziora Wan bez dalszych przeszkód. Arame przeżył najazd. Zachowała się asyryjska relacja o wyprawie Salmanasara III:
„[...] ku Sugunii, twierdzy Arama Urartyjczyka, zbliżyłem się, miasto otoczyłem, zdobyłem, wielu wrogów zabiłem, łupy uniosłem, stos z głów przed ich miastem zrobiłem, czternaście osad ogniem spaliłem. Z Sugunii wyszedłem, do morza Nairi zszedłem, moją broń w morzu obmyłem, ofiarę moim bogom złożyłem”.

## Drugi najazd Salmanasara III
W 856 roku p.n.e. Salmanasara III po raz drugi najechał Urartu. Decydujące starcie miało miejsce pod Arzaszku (lokalizacja nie jest znana). Inskrypcja Salmanasara III opisuje:
„[...] ku Arzaszku, miastu królewskiemu zbliżyłem się. Urartyjczyk Arame przestraszył się goryczy mojej potężnej broni i potężnej bitwy i opuścił miasto. Wspiął się w góry Adduri; za nim się wspiąłem i ja, potężną bitwę uczyniłem w górach, 3400 żołnierzy pokonałem swoją bronią, jak Adad, chmurę nad nimi wylałem deszczem, ich krwią zabarwiłem górę jak sierść, jego obóz zdobyłem, jego rydwany, jeźdźców, koni, muły, osłomuły, własność i bogate łupy uniosłem z gór. Arame, ratując swój żywot, uciekł na niedostępną górę. W mojej potężnej sile, jak tur, zdławiłem jego kraj, osady obróciłem w ruiny i spaliłem ogniem. Miasto Arzaszku i osady wokół zdobyłem i spaliłem ogniem. Stosy z głów uczyniłem naprzeciwko miejskich bram. Część ludzi żywych rzuciłem na stos, a część wokół nabiłem na pal. [...] Zszedłem do morza kraju Nairi, straszną broń Aszura obmyłem w morzu, złożyłem ofiary, uczyniłem wizerunek mojej potęgi i zapisałem na nim chwałę Aszurowi, wielkiemu władcy, mojemu panu, szlaki mojej odwagi i sławne czyny”.
Ponieważ tekst zawiera tylko opis zdobycia Arzaszku, istnieje przypuszczenie, że wojska urartyjskie nie były w stanie pokonać najeźdźców na otwartym terenie. Prowadziły prawdopodobnie wojnę partyzancką, chroniąc się po atakach w górach, podczas gdy urodzajne tereny Wyżyny Armeńskiej były plądrowane przez wojska Salmanasara III.

## Rozwój armii urartyjskiej
Systematyczne najazdy Asyrii przyczyniły się do rozwoju urartyjskiej wojskowości. Zapoczątkowany za Arama proces modernizacji wojska zakończył się za jego następcę Sarduriego I, który z powodzeniem odpierał najazdy sąsiada. Na przedstawiających żołnierzy płaskorzeźbach z IX wieku p.n.e. widać, że przekształcenie armii urartyjskiej zmierzało od wzorca hetyckiego w kierunku wzorca asyryjskiego: skórzane i drewniane hełmy zastąpiono brązowymi, zwiększyła się ilość broni żelaznej. Istotnym czynnikiem, który pozwolił Urartu skutecznie odpierać ataki Asyrii, było rozwinięcie monumentalnej architektury obronnej. Urartyjczycy budowali coraz więcej twierdz, wykorzystując do prac narzędzia żelazne.